# Équipe d'Allemagne de l'Est féminine de football
Maillots
L'équipe d'Allemagne de l'Est féminine de football est l'équipe représentant la République démocratique allemande (RDA ou Allemagne de l'Est), ancien État européen qui a existé de 1949 à 1990. Cette équipe, qui n'a disputé qu'un seul match, disparaît avec l'intégration de la RDA à la République fédérale d’Allemagne (RFA ou l’Allemagne de l'Ouest) dans le cadre de la réunification allemande. Cette équipe était placée sous l'égide de la Fédération d'Allemagne de l'Est de football.

## Histoire
La Fédération d'Allemagne de l'Est de football (DFV) décide à l'été 1989 de créer une équipe nationale, après l'enthousiasme suscité par le Championnat d'Europe de football féminin 1989 organisé et remporté par l'Allemagne de l'Ouest. Bernd Schröder, entraîneur du BSG Turbine Potsdam et Dietmar Mannel, entraîneur du BSG Rotation Schlema sont chargés de sélectionner 26 joueuses. Les 21 et 22 octobre 1989, les joueuses sont regroupées pour un stage d'entraînement à l'École des Sports de la DFV à Leipzig. En préparation, l'équipe affronte des sélections de Berlin-Ouest et de Berlin-Est.
L'équipe nationale féminine de football de RDA ne joue qu'un seul match officiel. Le 9 mai 1990, elle affronte au Karl-Liebknecht-Stadion de Potsdam la sélection de Tchécoslovaquie et perd sur le score de trois buts à zéro.
Le groupe présent le 9 mai 1990 à Potsdam est composé de : 
- Sybille Brüdgam, Heike Hoffmann, Sabine Berger (du Turbine Potsdam)
- Annett Viertel (gardienne de but), Catherine Hecker, Heike Ulmer (du Rotation Schlema)
- Sybille Lange, Katrin Prühs, Kathrin Baaske (du Post Rostock)
- Carmen Blanche, Dana Krumbiegel (du Wismut Karl-Marx-Stadt)
- Petra Weschenfelder, Heidi Vater, Doreen Meier (de l'Uni Iéna)
- Kathrin Nicklas (KWO Berlin), Petra Jachtner (Numerik Karl-Marx-Stadt) et Maika Alex (Handwerk Magdeburg)[2].

La composition d'équipe est la suivante : 
| Titulaires :   |                                  |                     |     |  |  |
|                | Gardien de but                   | Annett Viertel      |     |  |  |
|                |                                  | Kathrin Hecker      |     |  |  |
|                |                                  | Petra Weschenfelder | 70e |  |  |
|                |                                  | Heike Hoffmann      |     |  |  |
|                |                                  | Sybille Lange       |     |  |  |
|                |                                  | Carmen Weiß         | 46e |  |  |
|                |                                  | Katrin Prühs        |     |  |  |
|                |                                  | Sybille Brüdgam     |     |  |  |
|                |                                  | Kathrin Baaske      | 60e |  |  |
|                |                                  | Dana Krumbiegel     |     |  |  |
|                |                                  | Doreen Meier        |     |  |  |
| Remplaçantes : |                                  |                     |     |  |  |
|                |                                  | Heike Ulmer         | 46e |  |  |
|                |                                  | Sabine Berger       | 60e |  |  |
|                |                                  | Heidi Vater         | 70e |  |  |
| Entraîneurs :  |                                  |                     |     |  |  |
|                | Bernd Schröder et Dietmar Mannel |                     |     |  |  |